# Agata Pokorowska
Agata Pokorowska es una deportista polaca que compitió en vela en la clase Mistral. Ganó una medalla de oro en el Campeonato Europeo de Mistral de 1996.

## Palmarés internacional
| \| Campeonato Europeo \| Campeonato Europeo \| Campeonato Europeo \| Campeonato Europeo \| \| Año \| Lugar \| Medalla \| Clase \| \| ------------------ \| ------------------ \| ------------------ \| ------------------ \| \| 1996 \| Niza (Francia) \| Medalla de oro \| Mistral \| |                |                |         |
| Campeonato Europeo |                |                |         |
| Año | Lugar          | Medalla        | Clase   |
| 1996 | Niza (Francia) | Medalla de oro | Mistral |